# Марынчык, Станислав Гаврилович
Станислав Гаврилович Марынчык (25 июля 1937, г.Ичня Черниговской области — 29 декабря 2021, там же) — украинский писатель, режиссер и киносценарист. Член Национального Союза писателей Украины, заслуженный работник культуры Украины, лауреат международной литературной премии им. Н.В.Гоголя («Триумф»).

## Биография
Станислав Марынчик 1937 года рождения. По окончании Ичнянской средней школы № 1 учился в Харьковской республиканской школе киномехаников.
Высшее образование получил в Белогородском державном институте
Работая в киносети, обучался в Нежинском государственном педагогическом институте им. М. В. Гоголя. Работал электриком, затем директором, затем директором Черниговского районного Дома культуры. Посещал литературную студию, действовавшую при Черниговской областной газете «Деснянская правда». С 1968 г. в областной и республиканской периодике начал публиковать свои поэзии рассказы, очерки, рецензии.
В конце 1970 года вернулся в родную Ичню. Работал режиссером народных киностудий, заведовал районной фильмотекой учебного кино, впоследствии возглавлял Ичнянскую и Нежинскую районные дирекции сети кино и видео, а также работал преподавателем Нежинского училища культуры и искусств им. М. Заньковецкой.

## Творчество
Автор кинопортретов о выдающихся земляках «Творец необычного», «Волшебник», «Повторился в учениках», «Верность», «Душа к творчеству охотно» и др.; книги «Белая кувшинка» и произведений в 2-х томах. Основатель самодеятельных киностудий «Запів» и «Сівач».

## Награды
- Заслуженный работник культуры Украины.
- Лауреат областной премии имени М. Коцюбинского
- Лауреат Международной литературной премии им. Н.В.Гоголя, премии имени Пантелеймона Кулиша и других премий.
- Награжден медалью Ивана Мазепы (2016).
- Награжден орденом «За Заслуги» третьей степени.[7]